# Гуреева, Жанна Станиславовна
Гуреева Жанна Станиславовна (род. 10 июня 1970, Воронежская область) — тренер по легкой атлетике, мастер спорта международного класса Республики Беларусь по легкой атлетике, судья национальной категории.

## Биография
Жанна Гуреева родилась 10 июня 1970 года в Воронежской области и с того же года живет в Республике Беларусь. Мама — заслуженный учитель Беларуси, биолог, а отец был военнослужащим. С 6 до 9 лет занималась в танцевальной школе. Когда Жанне Гуреевой было 10 лет, к ней в школу пришел тренер Александр Алексеевич Синкевич, и пригласил нескольких девочек попробовать свои силы в легкой атлетике. Среди них была и Жанна Гуреева. Спустя год со спортсменкой стал заниматься Евгений Николаевич Русаков, тренировки у которого были интересны для Гуреевой. Спортсменка рассказывала, как в детстве тренер часто заезжал на велосипеде, чтобы довезти на тренировку. В 1992 году она окончила ИФК в Минске, стала работать спортсменом-инструктором в Министерстве спорта.
Одним из наставников Жанны Гуреевой был Валерий Бунин. Он тренировал спортсменку с 1987 по 1995 год, и эти 8 лет она называет самыми продуктивными в своей спортивной карьере. В это время она стала мастером спорта и мастером спорта международного класса. Своему тренеру Бунину безоговорочно доверяла — он говорил спортсмену, что и как нужно точно делать, а спортсмен просто это выполнял, ничего не придумывая самостоятельно. По словам Гуреевой, когда другие тренеры позволяли ей самой продумывать стратегию, это могло привести к разладу.
Жанна Гуреева участвовала в чемпионатах мира в 1993, 1995 и 1997 годах, в чемпионате мира в 1995 году заняла 7 место, а на чемпионате мира в 1997 году — 11 место. Показывала результаты 13,35 и 14,41. Тренировалась у Александра Синкевича, Евгения Русакова, Владимира Раковича, Игоря Лапшина. О тренере Владимире Владимировиче Раковиче Жанна Гуреева говорит, что он такой человек, с которым можно идти в разведку.
Становилась бронзовым призером Всемирной Универсиады 1997 года. Много раз становилась чемпионкой Республики Беларусь. В 1992 году окончила БГОИФК. В 2008 году окончила обучение на международных курсах IAAF, в 2010, 2011 и 2013 годах — курсы UEFA.
В профессиональном спорте была больше 10 лет.
С 2003 года — старший преподаватель Белорусского государственного университета физической культуры, работает на кафедре легкой атлетики.